# Citeureup (ort i Indonesien)
Citeureup är en ort i Indonesien.   Den ligger i provinsen Jawa Barat, i den västra delen av landet, 30 km söder om huvudstaden Jakarta. Citeureup ligger 136 meter över havet och antalet invånare är 110 155.
Terrängen runt Citeureup är platt åt nordväst, men åt sydost är den kuperad.Runt Citeureup är det tätbefolkat, med 511 invånare per kvadratkilometer. Närmaste större samhälle är Depok, 11,8 km nordväst om Citeureup. Trakten runt Citeureup består till största delen av jordbruksmark.